# Cratere Tangtse
Tangtse è un cratere sulla superficie di Marte.